# جوفان بيلشر
جوفان بيلشر (بالإنجليزية: Jovan Belcher) هو لاعب كرة قدم أمريكية أمريكي، ولد في 24 يوليو/تموز 1987 في ويست بابيلون في الولايات المتحدة، وتوفي منتحرا بالرصاص في 1 ديسمبر/كانون الأول 2012 في كانساس سيتي في الولايات المتحدة.

## وصلات خارجية
- جوفان بيلشر على موقع مرجع كرة القدم المحترفة.كوم (الإنجليزية)